# La Barceloneta
La Barceloneta este un cartier din districtul 1, Ciutat Vella, al orașului Barcelona.